# Direct Rendering Manager

El Direct Rendering Manager.

EL Direct Rendering Manager et componentes in user space.

Direct Rendering Infrastructure versus "indirect rendering": el X server es root porque él continua 2D driver.

Solo el Direct Rendering Manager accesos la GPU.

In Linux kernel 3.12 render nodes were merged into the DRM. The KMS was split of. Wayland implementa "direct rendering" para EGL.

Direct Rendering Manager (Gestor de Renderizado Directo o DRM) es un componente de Direct Rendering Infrastructure (Infraestructura de Renderizado Directo o DRI), que provee a sistemas operativos tipo Unix, como Linux, FreeBSD, NetBSD, y OpenBSD de aceleración gráfica eficiente, especialmente para aplicaciones 3D.
Consiste en dos módulos del kernel: un módulo genérico llamado drm, y otro específico para el chip
gráfico de que conste el hardware. Estos dos drivers en conjunto permiten que un cliente en el
espacio de usuario (userspace) pueda acceder al hardware de vídeo de manera más o menos directa,
acelerando de este modo la producción de imágenes.